# Batalla d'Uji (1221)
La tercera batalla d'Uji va ser la batalla principal de la Guerra Jokyu al Japó. Les forces del shogunat liderades per Hōjō Yoshitoki buscava entrar a Kyoto i expulsar l'Emperador Go-Toba. Les forces de l'emperador, juntament amb sohei (monjos guerrers) del mont Hiei van voler fer la seva darrera defensa al pont cap a Kyoto. Les forces del shogunat van atacar tota la línia des d'Uji fins a Seta i les forces imperials van aguantar per diverses hores fins que finalment van cedir i l'exèrcit del shogun van entrar fins a la ciutat vencent a les forces rebels restants.